# Базедов (Мекленбург-Передня Померанія)
Базедов (нім. Basedow) — громада в Німеччині, розташована в землі Мекленбург-Передня Померанія. Входить до складу району Мекленбургіше-Зенплатте. Складова частина об'єднання громад Мальхін-ам-Куммеровер-Зе.
Площа — 35,41 км2. Населення становить 683 ос. (станом на 31 грудня 2020).

## Галерея

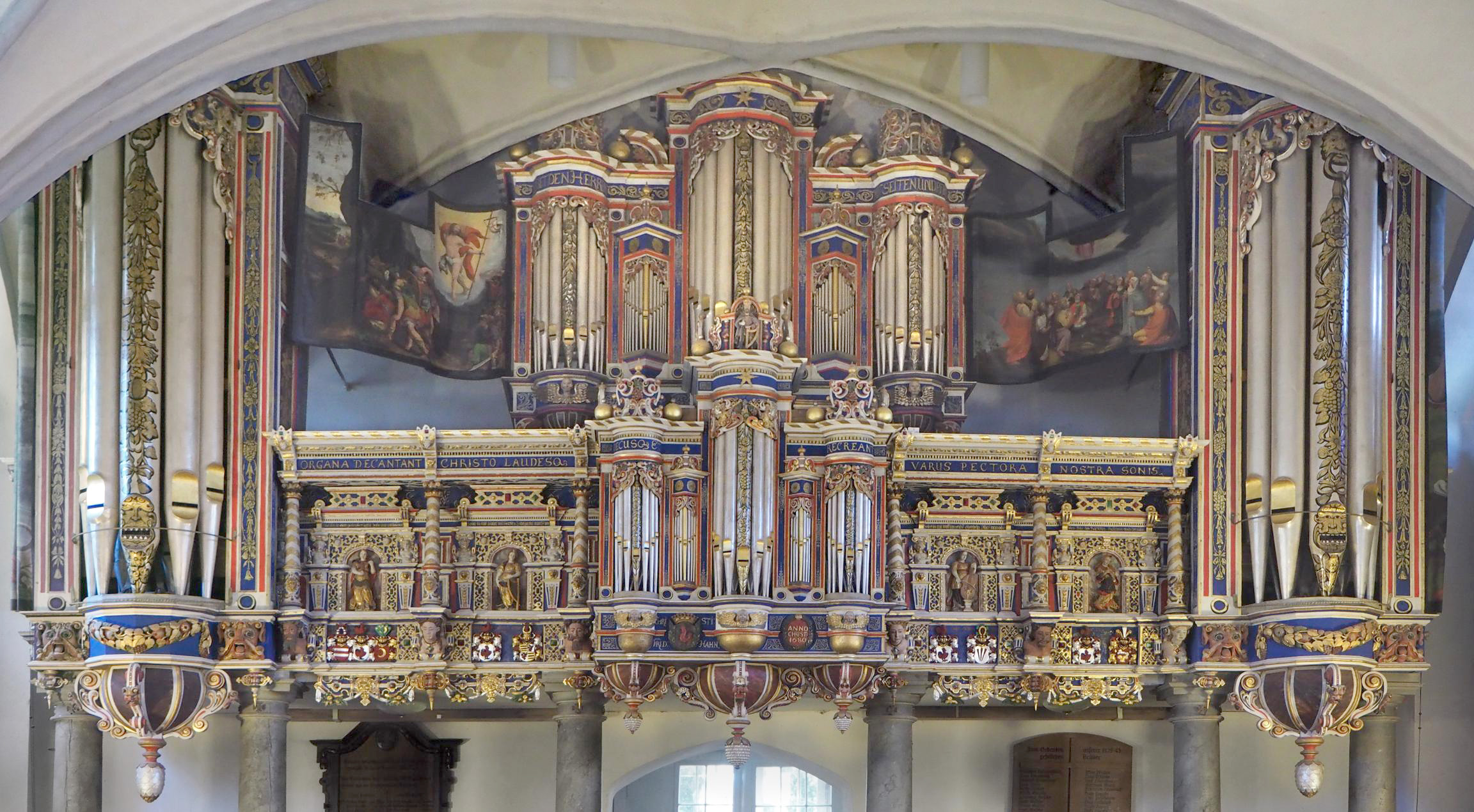